# Guitarra rítmica
La guitarra rítmica (Rhythm guitar, en anglès) és una línia melòdica tocat per una guitarra que manté l'acompanyament rítmic i harmònic principalment d'un cantant o per altres instruments en un conjunt. El terme es refereix al paper de l'instrument i es pot tocar amb qualsevol guitarra, segons les instruccions del compositor. El paper de la guitarra rítmica es pot considerar com el complement de la guitarra solista. És coneguda com a guitarra segona que té la funció del ripieno en l'orquestra barroca.

## Propòsit
El paper de la guitarra rítmica és mantenir el pols o ritme d'una cançó, i proporcionar harmonia que dona suport als altres instruments o veus, en contrast amb la guitarra solista que dona la melodia. Una part de la guitarra pot ser classificada com també una part de guitarra ritmica sempre que la seva funció sigui principalment rítmica o harmònica en lloc de melòdica. Una distinció estricta entre el ritme i la Guitarra Solista no es pot fer, però, com els guitarristes rítmics bons sovint incorporen els elements melòdics mentre toquen i poden fer un so fort en els seus sols. Un guitarrista rítmic proporciona la capa de ritme sobre la melodia tocada per un altre instrument o cantada per una persona.
La guitarra rítmica sol tocar una successió d'acords en la música, anomenada «progressió de condicionat, Piscina»
, al voltant de la qual la cançó es construeix. Sovint aquest acompanyament cordial es simplifica a un raïm de dues o tres notes, a vegades anomenat un riff que es repeteix.
No hi ha cap línia definida entre el guitarrista rítmic i el guitarrista solista. Si hi ha només un guitarrista, o si les cançons ho requereixen, el guitarrista pot haver de tocar sols i ritme en els moments diferents. Però aquests només depenen de les parts tocades a cada cançó, i la capacitat d'aquest guitarrista.

## Les tendències
La guitarra rítmica normalment apunta un to més fort com l'harmònic, que contrasta amb la guitarra solista que toca una melodia destacada que pot sentir-se a través del so de la resta del grup. Com a resultat, el ritme i els solos poden ser tocats amb guitarres diferents. Depèn del gust del compositor quina mena de guitarra prefereix, sigui electroacústica o elèctrica. També poden fer servir cordes més grossos que les dels guitarristes solistes.

## Llista de guitarristes rítmics
A continuació s'exposa una llista d'uns guitarristes de l'ambit anglosaxó que solen limitar-se a la funció rítmica a la banda:
- Gem Archer (Oasis)
- Frank Black (The Pixies)
- Ray Davies (The Kinks)
- Pete Doherty (The Libertines)
- Danny Elfman (Oingo Boingo)
- Dave Grohl (Foo Fighters)
- James Hetfield (Metallica)
- Scott Ian (Anthrax)
- Frank Iero (My Chemical Romance)
- Tomoaki Ishizuka (X Japan)
- John Lennon (The Beatles)
- Joni Mitchell
- Sterling Morrison (Velvet Underground)
- Tom Petty (Tom Petty & The Heartbreakers)
- Lou Reed (Velvet Underground)
- Rudolf Schenker (Scorpions)
- Mike Shinoda (Linkin Park)
- Bruce Springsteen (E Street Band)
- Paul Stanley (KISS)
- Joe Strummer (The Clash)
- Brad Whitford (Aerosmith)
- Richard Wright (Pink Floyd)
- Thom Yorke (Radiohead)
- Barry Gibb (The Bee Gees)
- Billie Joe Armstrong (Green Day)